# Eunidia thomensis
Eunidia thomensis är en skalbaggsart som beskrevs av Stefan von Breuning 1970. Eunidia thomensis ingår i släktet Eunidia och familjen långhorningar.
Artens utbredningsområde är São Tomé. Inga underarter finns listade i Catalogue of Life.